# T20 (Paralympics)
T20, F20, S14, SB14, SM14, TT 11 sind sechs Startklassen der paralympischen Sportarten für Sportler in der Leichtathletik, dem Schwimmen und dem Tischtennis, die alle eine gemeinsame Grundlage für die Teilnahme von Athleten aufweisen. 
Zugehörigkeiten von Sportlern zu den vier Startklassen sind für den paralympischen Sport wie folgt skizziert:
„Intellektuelle Beeinträchtigung. Behinderung, die charakterisiert wird durch signifikant limitierte intellektuelle Fähigkeiten und durch Defizite im adaptiven Verhalten (konzeptionelles, soziales und praktisches Anpassungsvermögen). Die Behinderung ist vor dem 18. Lebensjahr in Erscheinung getreten.“
Alle sechs Startklassen (T20, F20, TT 11, S14, SB14, SM14) erlauben den Start von Athleten und Athletinnen in paralympischen Sportarten, wenn die folgenden Bedingungen für eine intellektuelle Beeinträchtigung erfüllt sind:
- ein IQ ≤ 75
- nachweislich signifikant limitierte intellektuelle Fähigkeiten und Defizite im adaptiven Verhalten
- nachweisliches Auftreten der Beeinträchtigung vor dem 18. Lebensjahr

Die Ausweisung von Startklassen für intellektuelle beeinträchtigte Sportler in einigen paralympischen Sportarten beruht auf einigen Beobachtungen, die es sinnvoll erscheinen lassen, Sportler mit intellektuellen Beeinträchtigungen in eigenen Startklassen starten zu lassen. Dazu gehören beispielsweise:
- Leichtathletik & Schwimmen, Startklassen T20, F20, S14, SB14, SM14 - Defizite bei der Krafteinteilung und der Bewegungskoordination
- Tischtennis, Startklasse TT 11 - Defizite bei der logischen Einsicht in Abläufe sowie lange Reaktionszeiten

Die Teilnahme von intellektuell beeinträchtigten Athleten in paralympischen Sportarten beinhaltet primär eine Berücksichtigung eines wettbewerbsrelevanten Grad der funktionellen Behinderung eines Sportlers – in Abgrenzung zu der Teilnahme bei den primär auf Förderung zielenden Special Olympics. 